# Albin
Albin – imię męskie pochodzenia łacińskiego. Wywodzi się od słowa oznaczającego „biały”. Ponadto istnieje germańskie imię Albwin (Albuin), od którego forma skrócona może być jednakowa z imieniem Albin.
Wystąpiło w staropolskich tekstach w XIV wieku. Imię nie było i nie jest często nadawane. W styczniu 2025 r. w rejestrze PESEL, wśród publicznie dostępnych danych dotyczących osób żyjących, wykazano 2402 mężczyzn o imieniu Albin nadanym jako imię pierwsze oraz 2683 o imieniu Albin jako imieniu drugim. Najczęściej nadane imię męskie – Piotr, występuje w rejestrze PESEL 686017 razy.
Albin imieniny obchodzi: 5 lutego, 1 marca, 23 czerwca, 22 lipca, 6 września, 15 września, 26 października.

## Mężczyźni o imieniu Albin
- Albin z Angers (469[8]–549) – święty katolicki, francuski biskup, mnich (wspomnienie: 1 marca),
- Albino Luciani → papież Jan Paweł I,
- Albin Dunajewski (1817–1894) – polski duchowny katolicki, biskup krakowski, kardynał,
- Albin Jasiński (1880–1940) – pułkownik piechoty Armii Imperium Rosyjskiego i generał brygady Wojska Polskiego,
- Albin Małysiak (1917–2011) – polski duchowny katolicki, biskup,
- Albin Siekierski (1920–1989) – polski pisarz,
- Albin Siwak (1933–2019) – polski działacz partii komunistycznej (PZPR) w okresie PRL,
- Albinas Visockas – litewski polityk, założyciel Litewskiej Partii Socjalistycznej,
- Albin Wira – polski piłkarz grający na pozycji pomocnika. Czterokrotny mistrz Polski (1974, 1975, 1979, 1989),
- Albin Żyto – polski wojskowy, generał brygady,
- Henryk Albin Tomaszewski (1906–1993) – polski rzeźbiarz specjalizujący się w szkle artystycznym,
- Józef Albin Herbaczewski – poeta litewski piszący po litewsku i po polsku,
- Jerzy Albin de Tramecourt (1889–1939) – polski wojskowy i działacz państwowy.

## Mężczyźni o nazwisku Albin
- Bernard Janusz Albin (ur. 1936) – polski historyk i politolog,
- Adolf Albin (1848-1920) – rumuński szachista i dziennikarz.